# Uberach
Uberach is een plaats en voormalige gemeente in het Franse departement Bas-Rhin in de regio Grand Est en telt 1091 inwoners (1999).

## Geschiedenis
Tot 1 januari 2015 maakte deel uit van het kanton Niederbronn-les-Bains en het arrondissement Haguenau. Het arrondissement werd opgenomen in het arrondissement Haguenau-Wissembourg en het kanton werd opgenomen in het nieuw gevormde kanton Reichshoffen. Op 1 januari 2016 fuseerden Pfaffenhoffen, Uberach en La Walck tot de commune nouvelle Val de Moder. Nadat op 1 januari 2019 ook Ringeldorf opging in de fusiegemeente kreeg deze de huidige naam: Val-de-Moder.

## Geografie
De oppervlakte van Uberach bedraagt 2,0 km², de bevolkingsdichtheid is 545,5 inwoners per km².
De onderstaande kaart toont de ligging van Uberach met de belangrijkste infrastructuur en aangrenzende gemeenten.

## Demografie
Onderstaande figuur toont het verloop van het inwonertal.
Pfaffenhoffen · Ringeldorf · Uberach · La Walck